# Box-office français de 1980 à 1989
| Rang | Titre                                         | Année | Entrées    | Nationalité    |
| ---- | --------------------------------------------- | ----- | ---------- | -------------- |
| 1    | Trois Hommes et un couffin                    | 1985  | 10 251 813 | France         |
| 2    | L'Ours                                        | 1988  | 9 136 803  | France         |
| 3    | Le Grand Bleu                                 | 1988  | 9 074 317  | France         |
| 4    | E.T., l'extra-terrestre                       | 1982  | 7 881 332  | France         |
| 5    | Jean de Florette                              | 1986  | 7 223 781  | France         |
| 6    | La Chèvre                                     | 1981  | 7 080 137  | France         |
| 7    | Rox et Rouky                                  | 1981  | 6 687 862  | États-Unis     |
| 8    | Manon des Sources                             | 1986  | 6 645 288  | France         |
| 9    | Rain Man                                      | 1989  | 6 474 520  | États-Unis     |
| 10   | Les Aventuriers de l'arche perdue             | 1981  | 6 397 842  | États-Unis     |
| 11   | Indiana Jones et la Dernière Croisade         | 1989  | 6 249 271  | États-Unis     |
| 12   | Marche à l'ombre                              | 1984  | 6 168 425  | France         |
| 13   | Les dieux sont tombés sur la tête             | 1983  | 5 950 061  | Afrique du Sud |
| 14   | Qui veut la peau de Roger Rabbit              | 1988  | 5 890 854  | États-Unis     |
| 15   | Crocodile Dundee                              | 1987  | 5 887 982  | États-Unis     |
| 16   | Les Ripoux                                    | 1984  | 5 882 397  | France         |
| 17   | Rambo 2 : La Mission                          | 1985  | 5 851 030  | États-Unis     |
| 18   | Indiana Jones et le Temple maudit             | 1984  | 5 684 134  | États-Unis     |
| 19   | L'As des as                                   | 1982  | 5 452 598  | France         |
| 20   | Les Spécialistes                              | 1985  | 5 319 564  | France         |
| 21   | Le Professionnel                              | 1981  | 5 243 511  | France         |
| 22   | L'Été meurtrier                               | 1983  | 5 137 040  | France         |
| 23   | Rocky 4                                       | 1986  | 4 986 706  | États-Unis     |
| 24   | Le Nom de la rose                             | 1986  | 4 958 281  | France         |
| 25   | Le Marginal                                   | 1983  | 4 956 822  | France         |
| 26   | La Guerre du feu                              | 1981  | 4 951 574  | France         |
| 27   | Out of Africa : Souvenirs d'Afrique           | 1986  | 4 848 916  | États-Unis     |
| 28   | Les Compères                                  | 1983  | 4 847 229  | France         |
| 29   | Le Dernier Empereur                           | 1987  | 4 728 518  | Royaume-Uni    |
| 30   | Deux heures moins le quart avant Jésus-Christ | 1982  | 4 601 239  | France         |
| 31   | Amadeus                                       | 1984  | 4 858 292  | États-Unis     |
| 32   | Les Fugitifs                                  | 1986  | 4 496 827  | France         |
| 33   | La Boum                                       | 1980  | 4 378 430  | France         |
| 34   | Le Retour du Jedi                             | 1983  | 4 243 984  | États-Unis     |
| 35   | Le Gendarme et les Gendarmettes               | 1982  | 4 209 139  | France         |
| 36   | La Balance                                    | 1982  | 4 192 189  | France         |
| 37   | Highlander                                    | 1986  | 4 141 236  | États-Unis     |
| 38   | Flashdance                                    | 1983  | 4 137 540  | États-Unis     |
| 39   | Top Gun                                       | 1986  | 4 120 262  | États-Unis     |
| 40   | Papy fait de la résistance                    | 1983  | 4 103 933  | France         |
| 41   | La vie est un long fleuve tranquille          | 1988  | 4 088 239  | France         |
| 42   | L'Empire contre-attaque                       | 1980  | 4 051 599  | États-Unis     |
| 43   | Kramer contre Kramer                          | 1980  | 4 039 372  | États-Unis     |